# Ygden
Ygden är en sjö i Tingsryds kommun i Småland och ingår i Bräkneåns huvudavrinningsområde. Sjön har en area på 4,86 kvadratkilometer och ligger 129 meter över havet. Sjön avvattnas av vattendraget Bräkneån.

## Delavrinningsområde
Ygden ingår i det delavrinningsområde (627186-145085) som SMHI kallar för Utloppet av Ygden. Medelhöjden är 144 meter över havet och ytan är 40,07 kvadratkilometer. Räknas de 7 avrinningsområdena uppströms in blir den ackumulerade arean 208,8 kvadratkilometer. Avrinningsområdets utflöde Bräkneån mynnar i havet. Avrinningsområdet består mestadels av skog (57 %), öppen mark (11 %) och jordbruk (12 %). Avrinningsområdet har 4,97 kvadratkilometer vattenytor vilket ger det en sjöprocent på 12,4 %.